# Mjällby Allmänna Idrottsförening
Il Mjällby Allmänna Idrottsförening, meglio noto come Mjällby AIF o semplicemente Mjällby, è una società calcistica svedese con sede presso Hällevik, area urbana del comune di Sölvesborg. Milita in Allsvenskan, la massima divisione del campionato svedese.

## Storia
Il club venne fondato il 1º aprile 1939 con la fusione di due club, il Listers IF e l'Hälleviks IF. In quegli anni giocò nelle divisioni inferiori del Blekinge, alternandosi tra la Division 5 e la Division 3. La sua migliore stagione durante questi anni fu quella relativa all'annata 1942-1943, quando terminò al sesto posto in Division 3. Tuttavia, nella stagione successiva retrocesse di nuovo in Division 4.
Il 28 giugno 1953 venne inaugurato il nuovo campo sportivo, lo Strandvallen, che ancora oggi ospita le partite casalinghe del club. La partita inaugurale fu un'amichevole vinta 4-1 contro i tedeschi del Germania Leer.
Nel 1975 cominciò la scalata che nel giro di pochi anni portò il Mjällby a salire rapidamente tra i vari livelli della piramide calcistica svedese. In quella stagione infatti la squadra vinse agevolmente il proprio raggruppamento di Division 4, campionato che all'epoca rappresentava il quarto livello del calcio nazionale. Un anno più tardi, nel 1976, arrivò anche la vittoria in Division 3, risultato che fece approdare il club per la prima volta nella seconda serie. L'esordio nell'allora Division 2, nel 1977, coincise con un quarto posto finale, stesso piazzamento poi registrato l'anno seguente. Alla sua terza stagione di sempre in Division 2, il Mjällby si classificò primo nel girone sud dell'edizione 1979, garantendosi così l'accesso all'Allsvenskan per la prima volta nella storia.
Il debutto nella massima serie svedese non fu però positivo, poiché nell'Allsvenskan 1980 i gialloneri si piazzarono ultimi e retrocedettero in Division 2, dove rimasero per due anni prima di riconquistare la promozione al termine dell'edizione 1982. Anche in questo caso la permanenza in Allsvenskan durò un solo anno visto che, pur lottando per la salvezza fino all'ultima giornata a differenza di quanto accaduto nella precedente apparizione, l'obiettivo del mantenimento della categoria sfumò a pochi secondi dalla fine dell'ultima giornata, pareggiata in casa contro il Malmö FF. Questa volta per riconquistare la massima serie fu sufficiente una sola annata, trascorsa nella Division 2 del 1984. La partecipazione all'Allsvenskan 1985 tuttavia si chiuse con lo stesso esito delle altre due precedenti parentesi, ovvero una retrocessione sopraggiunta al termine di quello stesso anno.
Per ritrovare il Mjällby in Allsvenskan dovettero trascorrere ben 25 anni. Tra il 1986 e il 2009 il club militò perlopiù nella seconda serie nazionale, eccezion fatta per cinque annate (1991, 1994, 1995, 2003 e 2004) le quali vennero disputate in terza serie. Durante questo periodo i gialloneri furono anche vicini a conquistare il ritorno in Allsvenskan per tre anni consecutivi, tra il 1999 e il 2001, arrivando però solo a sfiorare tale traguardo.
La stagione 2009 fu quella che riportò la squadra in Allsvenskan, vincendo nettamente la Superettan con un distacco di quattordici punti sulla terza classificata. Nonostante la partenza del giovane attaccante Erton Fejzullahu, il neopromosso Mjällby, al ritorno nella massima serie, riuscì a centrare il suo miglior piazzamento fino a quel momento, ovvero il sesto posto nell'Allsvenskan 2010. Seguirono un decimo posto nell'edizione 2011, un dodicesimo posto nell'2012 e undicesimo posto nell'2013, fino all'Allsvenskan 2014, che vide il club arrivare penultimo e retrocedere. La retrocessione fu però doppia nel giro di due anni, visto che anche la Superettan 2015 si concluse con una discesa di categoria, materializzatasi dopo un doppio spareggio contro l'Örgryte.
Al termine della stagione 2019 il Mjällby riuscì a riconquistare l'accesso alla seconda serie, mentre l'anno seguente ottenne la seconda promozione nel giro di due anni, che riportò la squadra nel massimo campionato svedese. I gialloneri, neopromossi, nell'Allsvenskan 2020 riuscirono a migliorare il loro miglior piazzamento storico, arrivando quinti in classifica. Si piazzarono poi al nono posto sia nell'edizione 2021 che in quella 2022. Nel corso della Coppa di Svezia 2022-2023 riuscirono a farsi strada fino ad arrivare alla finale, disputata in casa contro l'Häcken, tuttavia furono gli ospiti ad imporsi per 1-4. Nel frattempo la squadra mantenne il proprio posto nella massima serie concludendo l'Allsvenskan 2023 al decimo posto. I 50 punti ottenuti nell'Allsvenskan 2024 divennero invece il nuovo record societario di punti in una singola edizione dell'Allsvenskan, bottino che permise di eguagliare il quinto posto ottenuto quattro anni prima.

## Organico

### Rosa 2022
Aggiornato al 14 aprile 2022.
| N. |                      | Ruolo | Calciatore                |
| -- | -------------------- | ----- | ------------------------- |
| 1  | Svezia (bandiera)    | P     | Noel Törnqvist            |
| 2  | Croazia (bandiera)   | D     | Josip Filipović           |
| 4  | Svezia (bandiera)    | D     | Noah Eile                 |
| 5  | Kosovo (bandiera)    | D     | Jetmir Haliti             |
| 6  | Danimarca (bandiera) | D     | Magnus Wørts              |
| 7  | Svezia (bandiera)    | C     | Viktor Gustafson          |
| 8  | Ghana (bandiera)     | C     | Enoch Adu                 |
| 9  | Svezia (bandiera)    | C     | Albin Mörfelt             |
| 10 | Ghana (bandiera)     | A     | Mamudo Moro               |
| 11 | Svezia (bandiera)    | D     | Adam Ståhl                |
| 12 | Svezia (bandiera)    | C     | David Löfquist (capitano) |
| 14 | Svezia (bandiera)    | A     | Herman Johansson          |
| 15 | Serbia (bandiera)    | D     | Ivan Kričak               |
| 16 | Svezia (bandiera)    | A     | Jacob Bergström           |

| N. |                    | Ruolo | Calciatore             |
| -- | ------------------ | ----- | ---------------------- |
| 17 | Spagna (bandiera)  | D     | Carlos Moros           |
| 18 | Svezia (bandiera)  | A     | Rasmus Wiedesheim-Paul |
| 19 | Svezia (bandiera)  | C     | Ludvig Carlius         |
| 21 | Svezia (bandiera)  | C     | Adam Petersson         |
| 22 | Svezia (bandiera)  | C     | Jesper Gustavsson      |
| 23 | Svezia (bandiera)  | C     | Andreas Blomqvist      |
| 24 | Svezia (bandiera)  | A     | Taylor Silverholt      |
| 25 | Svezia (bandiera)  | C     | Otto Rosengren         |
| 26 | Svezia (bandiera)  | A     | Noah Persson           |
| 31 | Nigeria (bandiera) | A     | Silas Nwankwo          |
| 35 | Svezia (bandiera)  | P     | Samuel Brolin          |
| 50 | Liberia (bandiera) | A     | Sam Johnson            |
|    | Svezia (bandiera)  | P     | Hugo Fagerberg         |

### Rosa 2013
| N. |                               | Ruolo | Calciatore        |
| -- | ----------------------------- | ----- | ----------------- |
| 1  | Svezia (bandiera)             | P     | Mattias Asper     |
| 3  | Nigeria (bandiera)            | D     | Gbenga Arokoyo    |
| 4  | Macedonia del Nord (bandiera) | D     | Daniel Ivanovski  |
| 6  | Svezia (bandiera)             | D     | Jasmin Sudić      |
| 7  | Svezia (bandiera)             | C     | Kristian Haynes   |
| 9  | Svezia (bandiera)             | A     | Christian Kouakou |
| 10 | Svezia (bandiera)             | A     | Marcus Ekenberg   |
| 11 | Svezia (bandiera)             | D     | Kevin Carlsson    |
| 12 | Svezia (bandiera)             | D     | Viktor Agardius   |
| 13 | Svezia (bandiera)             | C     | Daniel Nilsson    |

| N. |                          | Ruolo | Calciatore        |
| -- | ------------------------ | ----- | ----------------- |
| 14 | Svezia (bandiera)        | C     | Daniel Nicklasson |
| 16 | Svezia (bandiera)        | A     | Alexander Lundin  |
| 17 | Svezia (bandiera)        | A     | Robin Strömberg   |
| 19 | Nuova Zelanda (bandiera) | C     | Craig Henderson   |
| 21 | Svezia (bandiera)        | C     | Simon Nilsson     |
| 22 | Svezia (bandiera)        | D     | Ylber Ejupi       |
| 23 | Svezia (bandiera)        | C     | Andreas Blomqvist |
| 24 | Svezia (bandiera)        | C     | Mattias Håkansson |
| 25 | Svezia (bandiera)        | C     | Anton Dahlström   |

### Rosa 2012
| N. |                                 | Ruolo | Calciatore          |
| -- | ------------------------------- | ----- | ------------------- |
| 1  | Svezia (bandiera)               | P     | Mattias Asper       |
| 2  | Svezia (bandiera)               | D     | Mahmut Özen         |
| 3  | Svezia (bandiera)               | D     | Anders Wikström     |
| 4  | Macedonia del Nord (bandiera)   | D     | Daniel Ivanovski    |
| 5  | Svezia (bandiera)               | D     | William Leandersson |
| 6  | Svezia (bandiera)               | D     | Patrik Rosengren    |
| 8  | Bosnia ed Erzegovina (bandiera) | C     | Haris Radetinac     |
| 10 | Svezia (bandiera)               | A     | Marcus Ekenberg     |
| 11 | Svezia (bandiera)               | A     | Adam Berner         |
| 12 | Svezia (bandiera)               | D     | Viktor Agardius     |
| 13 | Svezia (bandiera)               | C     | Daniel Nilsson      |

| N. |                          | Ruolo | Calciatore        |
| -- | ------------------------ | ----- | ----------------- |
| 14 | Svezia (bandiera)        | C     | Daniel Nicklasson |
| 15 | Svezia (bandiera)        | D     | Robin Cederberg   |
| 16 | Svezia (bandiera)        | A     | Alexander Lundin  |
| 17 | Svezia (bandiera)        | A     | Robin Strömberg   |
| 18 | Svezia (bandiera)        | A     | Pär Ericsson      |
| 19 | Nuova Zelanda (bandiera) | C     | Craig Henderson   |
| 21 | Svezia (bandiera)        | C     | Simon Nilsson     |
| 22 | Svezia (bandiera)        | A     | Marcus Pode       |
| 23 | Svezia (bandiera)        | C     | Andreas Blomqvist |
| 25 | Svezia (bandiera)        | C     | Anton Dahlström   |
| 33 | Nigeria (bandiera)       | D     | Gbenga Arokoyo    |

### Rosa 2010
| N. |                               | Ruolo | Calciatore          |
| -- | ----------------------------- | ----- | ------------------- |
| 1  | Svezia (bandiera)             | P     | Mattias Asper       |
| 2  | Svezia (bandiera)             | D     | Jesper Westerberg   |
| 4  | Macedonia del Nord (bandiera) | D     | Daniel Ivanovski    |
| 3  | Svezia (bandiera)             | D     | Patrik Rosengren    |
| 5  | Svezia (bandiera)             | D     | William Leandersson |
| 7  | Svezia (bandiera)             | C     | Johan Svensson      |
| 8  | Kenya (bandiera)              | C     | Patrick Osiako      |
| 9  | Svezia (bandiera)             | A     | Peter Gitselov      |
| 10 | Svezia (bandiera)             | A     | Marcus Ekenberg     |
| 11 | Svezia (bandiera)             | A     | Adam Berner         |
| 12 | Svezia (bandiera)             | C     | David Löfquist      |
| 13 | Svezia (bandiera)             | C     | Daniel Nilsson      |

| N. |                          | Ruolo | Calciatore          |
| -- | ------------------------ | ----- | ------------------- |
| 15 | Svezia (bandiera)        | D     | Robin Cederberg     |
| 17 | Svezia (bandiera)        | A     | Christopher Nilsson |
| 18 | Svezia (bandiera)        | D     | Adam Larsson        |
| 19 | Nuova Zelanda (bandiera) | C     | Craig Henderson     |
| 20 | Svezia (bandiera)        | C     | Daniel Nicklasson   |
| 21 | Svezia (bandiera)        | A     | Kim Thörnberg       |
| 22 | Svezia (bandiera)        | C     | Tobias Grahn        |
| 23 | Svezia (bandiera)        | C     | Emanuel Svensson    |
| 27 | Svezia (bandiera)        | C     | Robin Kačaniklić    |
| 33 | Cile (bandiera)          | D     | Juan Robledo        |
| 90 | Svezia (bandiera)        | P     | Simon Svensson      |

## Palmarès

### Competizioni nazionali
- Superettan: 2

2009, 2019
- Division 1: 1

2018 (sud)
- Division 2: 3

1995, 2003, 2004

### Altri piazzamenti
- Coppa di Svezia:

Finalista: 2022-2023
Semifinalista: 2010, 2019-2020
- Division 1:

Finalista play-off: 2017